# Häusergruppe Grüngürtel 12 bis 20 und 2 bis 10 (Düren)

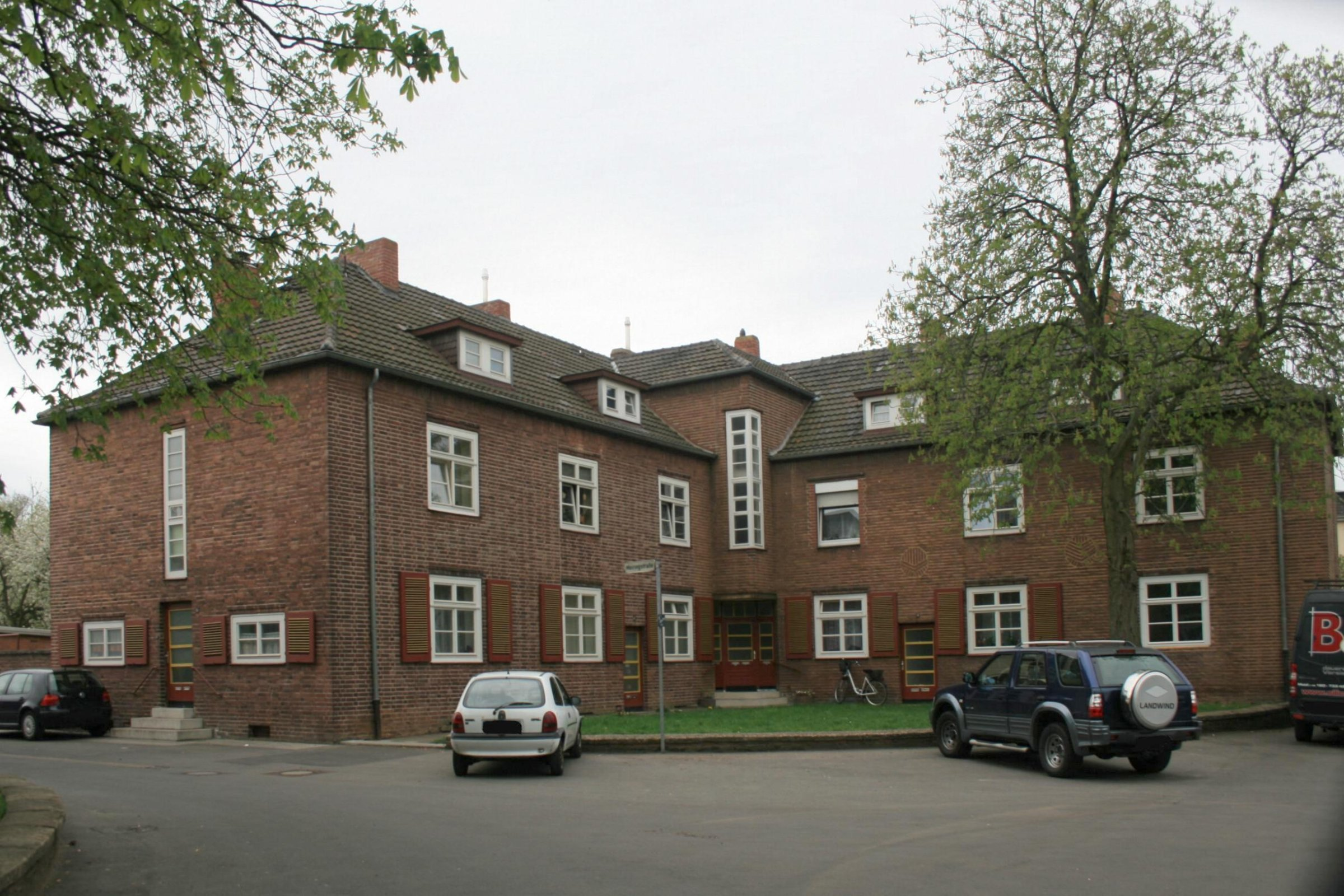
Grüngürtel 8 (2010)

Die Häusergruppe Grüngürtel 12 bis 20 und 2 bis 10 steht im Grüngürtel in Düren in Nordrhein-Westfalen. 
Grüngürtel ist der Name einer Straße, aber auch der Name des gesamten Wohngebietes.
Es handelt sich um zwei identisch gestaltete, zweigeschossige und zweiflügelige Winkelbauten mit einem Übereckeingang. Über dem Eingang steht ein über die Traufzone hinausragender Treppenhausturm. Die Front zeigt jeweils dreiachsige Flügel mit quadratischen Fensteröffnungen, ursprünglich mit Kreuzstockfenstern und halbhohen Klappläden. Die Fensteröffnungen sind heute vielfach verändert. 
Die Hausgruppe 12 bis 20 hat noch den original erhaltenen Hauseingang. Die Häuser haben Walmdächer. Die Häuser Grüngürtel 2 bis 10 und 12 bis 20 an der Einmündung zur Meiringstraße bilden mit der analog gestalteten Baugruppe in der Einmündung zur Antoniusstraße eine rechteckige Platzsituation.
Die Bauwerke sind unter Nr. 1/089 bis 1/093 und 1/038 bis 1/042 in die Denkmalliste der Stadt Düren eingetragen.